# 山本陶秀
山本陶秀（やまもと とうしゅう、1906年(明治39年)4月24日 - 1994年(平成6年)4月22日）は、陶芸家。岡山県出身。
人間国宝

## 略歴
- 明治39年（1906年） 岡山県和気郡伊部町（現備前市伊部）に生まれる。
- 大正10年（1921年） 陶芸をはじめる。
- 昭和8年（1933年） 作家として独立。
- 昭和13年（1938年） 楠部彌弌に師事する。
- 昭和23年（1948年） 商工省の工芸技術保存資格者（丸技）となる。
- 昭和34年（1959年） 岡山県重要無形文化財保持者認定。ブリュッセル万国博覧会のグランプリ金賞受賞。
- 昭和45年（1970年） 日本工芸会理事。
- 昭和51年（1976年） 備前市功労賞受賞、紫綬褒章受章。
- 昭和54年（1979年） 伊勢神宮へ「流れ胡麻三方花入」献納
- 昭和55年（1980年） スペイン国王フアン・カルロス1世とソフィア王妃へ「花瓶」献上
- 昭和56年（1981年） 皇室へ「流れ胡麻丸花瓶」献上。
- 昭和57年（1982年） 勲四等瑞宝章受章。
- 昭和62年（1987年）4月20日 国の重要無形文化財「備前焼」保持者（人間国宝）に認定。
- 平成3年（1991年） 備前市名誉市民。
- 平成6年（1994年） 歿。勲四等旭日小綬章追贈。